# علی بن شیخ محمدعبدالرحمن
علی بن شیخ محمدعبدالرحمن پزشک برجسته ایرانی بود که احتمالاً در قرن ۱۷ میلادی زندگی می‌کرده است.
اطلاعات اندکی دربارهٔ وی در دسترس است. چیزی که مشخص است این است که وی دانشنامهٔ پزشکی بزرگی به زبان فارسی نوشته است. این دانشنامه جواهرالمقال نام دارد. وی این دانشنامه را به شعر سروده. ۲ نسخه از آن در جهان موجود می‌باشد. یکی در کتابخانه ملی پزشکی ایالات متحده آمریکا و دیگری در دانشگاه آکسفورد.